# DFB-Supercup 1988
DFB-Supercup 1988 bylo druhé jednozápasové utkání každoročně pořádané soutěže zvané DFL-Supercup. Účastníci soutěže byli dva - vítěz německé Bundesligy sezony 1987/88 Werder Brémy se utkal s vítězem německého poháru za sezonu 1987/88, kterým byl Eintracht Frankfurt.
Utkání se odehrálo 20. července 1988 na Waldstadion ve Frankfurtu. Vítězem tohoto ročníku DFB-Supercupu s díky výhře 2:0 stal celek Werder Brémy, v jehož sestavě nastoupil český rodák Miroslav Votava.

## Detaily zápasu
| 20. 7. 1988 20:15 SELČ     |               |                     |                                                                        |
| Werder Brémy               | 2 : 0 (1 : 0) | Eintracht Frankfurt | Waldstadion, Frankfurt diváci: 20 500 rozhodčí: Karl-Josef Assenmacher |
| Riedle 24' Burgsmüller 90' | Report        |                     | Waldstadion, Frankfurt diváci: 20 500 rozhodčí: Karl-Josef Assenmacher |